# 李东辉 (1941年)
李东辉（1941年1月—），男，汉族，山东烟台人，中华人民共和国政治人物，曾任新疆维吾尔自治区人民政府副主席，新疆维吾尔自治区政协副主席。